# Michael Loss
Michael Loss (1954) é um matemático e físico matemático, professor de matemática do Instituto de Tecnologia da Geórgia.
Loss obteve o Ph.D. em 1982 no Instituto Federal de Tecnologia de Zurique com uma tese sobre o Problema dos três corpos, orientado conjuntamente por Walter Hunziker e Israel Michael Sigal.
Com Elliott H. Lieb é autor do livro-texto Analysis (Graduate Studies in Mathematics 14. American Mathematical Society, 1997; 2.ª Ed., 2001).
Em 2012 foi eleito fellow da American Mathematical Society, e foi eleito Membro Estrangeiro Correspondente da Academia Chilena de Ciências. Recebeu o Prêmio Humboldt de 2015.